# Puqueldón
Puqueldón é uma comuna chilena, localizada no arquipélago de Chiloé, ocupando a totalidade da ilha Lemuy. A comuna pertence à Província de Chiloé, na Região de Los Lagos.
A comuna limita-se: a norte com a comuna de Castro e com área marítima de Quinchao; a oeste com Chonchi; a leste com Chaitén, através do Golfo Corcovado; e a sul com Queilén.

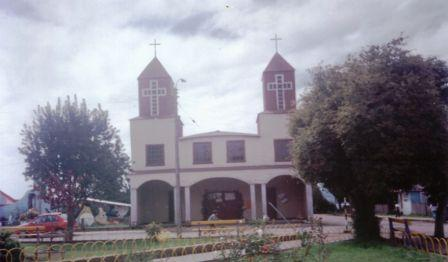
Praça e igreja de Puqueldón em 2000